# Elaine z Corbenic
Elaine z Corbenic – postać z legend arturiańskich, córka Pellesa - Króla Rybaka z Corbenic (lub Carbonek). 
Zakochana w rycerzu królowej Ginewry, Lancelocie z Jeziora, dzięki czarom przybrała postać jego ukochanej i spędziła z nim noc, której owocem był Galahad.